# Атаев, Нариман Шамсутдинович
Нариман Шамсутдинович Атаев (25 января 1971 — 27 мая 2007) — узбекский боксёр, четырехкратный чемпион Узбекистана, участник XXVI олимпийских игр в Атланте, бронзовый призёр Х спартакиады народов СССР 1991 года и XII Азиатских игр 1994 года, победитель кубка Мира 1994 года, чемпион Азии 1995 года, финалист чемпионата Азии 1997 года, бронзовый призёр кубка Мира и XIII Азиатских игр 1998 года, заслуженный спортсмен Республики Узбекистан, награждён «Узбекистон белгиси» и орденом «Дустлик».
Родился в городе Каган, Бухарской области Узбекистан.
Похоронен — город Владимир, кладбище Улыбышево.